# Sabina Glasovac
Sabina Glasovac (ur. 20 maja 1978 w Našicach) – chorwacka polityk, od 2020 wiceprzewodnicząca Socjaldemokratycznej Partii Chorwacji oraz wiceprzewodnicząca Zgromadzenia Chorwackiego.

## Życiorys
W 2005 ukończyła studia filozoficzne na Uniwersytecie w Zadarze. Od 2006 roku pracowała w zadarskim gimnazjum.
Podczas studiów wstąpiła do Forum Młodych, młodzieżówki Socjaldemokratycznej Partii Chorwacji, w latach 2001-2003 była przewodniczącą jej oddziału w żupanii zadarskiej. W 2005 roku wybrana do rady żupanii zadarskiej, zostając jej najmłodszą członkinią. W latach 2009–2018 była radną miasta Zadar, została przewodniczącą klubu radnych SDP. W 2012 została doradczynią ministra nauki, edukacji i sportu, rok później została asystentką ministra tegoż resortu. Od 2013 do 2017 pełniła funkcję przewodniczącej struktur partii w mieście.
W 2015 uzyskała mandat do Zgromadzenia Chorwackiego, została wiceprzewodniczącą Komisji Edukacji, Nauki i Kultury.  2017 roku bez powodzenia kandydowała na urząd burmistrza Zadaru. Od października 2019 do lipca 2020 stała na czele Komisji ds. Równości Płci. We wrześniu 2020 wybrana wiceprzewodnicząca Socjaldemokratycznej Partii Chorwacji, a 16 października 2020 wybrana wiceprzewodniczącą Zgromadzenia Chorwackiego. W wyborach parlamentarnych w 2024 roku uzyskała reelekcję, po czym została ponownie wybrana wiceprzewodniczącą izby.